# Johannes Kepler
Johannes Kepler (født 27. december 1571, død 15. november 1630) var en tysk matematiker, astronom og astrolog og en af nøglefigurerne i det 17. århundredes naturvidenskabelige revolution. Han er bedst kendt for sine eponyme love om planeternes bevægelse, kodificeret af senere astronomer på basis af hans værker Astronomia nova, Harmonices Mundi og Epitome Astronomiae Copernicanae. De dannede også en del af grundlaget for Isaac Newtons tyngdelov.
I løbet af sin karriere var Kepler matematiklærer ved et seminarium i Graz, assistent for astronomen Tycho Brahe, hofmatematiker hos kejser Rudolf 2., matematiklærer i Linz og rådgiver for General Wallenstein. Han udførte også grundforskning inden for optik, opfandt en forbedret udgave af refraktorteleskopet og hjalp med at legitimere teleskopiske opdagelser gjort af hans samtidige Galileo Galilei.
Kepler levede i en tid uden klar adskillelse mellem astronomi og astrologi, men der var en klar adskillelse mellem astronomi (en gren af qvadrivium inden for de frie kunster) og fysik (en gren af naturfilosofi). Kepler indarbejdede religiøse argumenter i sine værker, motiveret af den religiøse overbevisning om at Gud havde skabt verden efter en forståelig plan, som kan tilgås gennem fornuftens naturlige lys. Kepler beskrev sin nye astronomi som "himmelsk fysik", som "en ekskursion ind i Aristoteles' Metafysik", og som "et supplement til Aristoteles' De Caelo", som transformerer den oldgamle tradition om fysisk kosmologi ved at behandle astronomi som en del af universel matematisk fysik.

## Tidlige år
Kepler blev født 27. december 1571 i den frie rigsstad Weil der Stadt (nu en del af Region Stuttgart i den tyske stat Baden-Württemberg, 30 km vest for Stuttgarts centrum). Hans farfar, Sebald Kepler, var overborgmester i byen, men da Johannes blev født, var Kepler-familiens formue stærkt synkende. Hans far, Heinrich Kepler, havde en ustabil indkomst som lejesoldat, og han forlod familien, da Johannes var fem år gammel. Han menes at være omkommet i Firsårskrigen i Holland. Hans mor Katharina Guldenmann var datter af en kroværts og healer og urtekender, som senere blev forfulgt for heksekunst. Johannes, som blev født før tid, skulle have været et svagt og sygt barn. Til gengæld var han yderst intelligent og gjorde ofte indtryk på gæsterne i sin bedstefars kro med sine fænomenale matematiske evner.
Han blev introduceret til astronomi i en tidlig alder og udviklede en lidenskab for emnet, som varede resten af livet. Som seksårig iagttog han kometen fra 1577 og skrev, at han "var blevet taget af [sin] mor til et højtliggende sted for at se på den." Som ni-årig observerede han en måneformørkelse i 1580, og fortalte senere, at han huskede at "være blevet kaldt udenfor" for at se den, og at månen "fremstod meget rød". Som barn havde han kopper, der gav ham et dårligt syn og forkrøblede hænder; det begrænsede hans evne til at observere astronomiske begivenheder.
Efter at have været igennem latinskole og de lavere og højere seminarier i det Württembergske statsdrevne protestantiske uddannelsessystem begyndte Kepler i 1589 at studere teologi på Eberhard Karls Universität Tübingen og studerede filosofi under Vitus Müller. Han viste sig at være en fremragende matematiker og fik ry for at være en talentfuld astrolog, som stillede horoskoper for sine studiekammerater. Under Michael Maestlins vejledning lærte Kepler både det geocentriske og det heliocentriske verdensbillede at kende. Han blev tilhænger af Kopernikus' heliocentrisme og forsvarede den i en disputats både fra et teoretisk og et teologisk perspektiv, hvor han fastholdt at Solen var den vigtigste kilde til bevægelseskraft i Universet. På trods af hans ønske om at blive præst blev Kepler mod slutningen af sit studium anbefalet til en stilling som matematik- og astronomilærer på den protestantiske skole i Graz, Østrig (det senere Graz Universität). Han fik stillingen i april 1594, i en alder af 23 år.

## Graz (1594–1600)

### Mysterium Cosmographicum
Johannes Keplers første større astronomiske værk, Mysterium Cosmographicum ("Det Kosmografiske Mysterium"), blev først udgivet som forsvar for det kopernikanske system. Kepler hævdede at have haft en åbenbaring 19. juli 1595, mens han underviste i Graz og demonstrerede Saturn og Jupiters konjunktion i dyrekredsen; han indså, at regulære polygoner har en indskreven og en omskreven cirkel i bestemte forhold, hvilket han mente kunne være universets geometriske basis. Efter ikke at have kunnet finde et unikt arrangement af polygoner, som passede ind i kendte astronomiske observationer (selv med ekstra planeter føjet til systemet), begyndte Kepler at eksperimentere med tredimensionelle polyedre. Han fandt frem til, at hvert af de fem platoniske legemer unikt kunne indskrives og omskrives af sfæriske kugler; at lægge disse legemer, hver indkapslet i en sfære, inde i hinanden ville give seks lag, hvilket svarede til de seks kendte planeter — Merkur, Venus, Jorden, Mars, Jupiter og Saturn. Ved at ordne legemerne korrekt — oktaeder, ikosaeder, dodekaeder, tetraeder, terning — fandt Kepler, at sfærerne kunne placeres i intervaller, der (indenfor de begrænsninger for nøjagtighed som datidens astronomiske observationer havde) svarede til de relative størrelser på hver planets vej, forudsat at planeterne kredsede om Solen. Kepler fandt også en formel som omhandlede størrelsen på hver planets kugle relativt til længden på dens omløbstid: fra inderste til yderste planeter er forholdet af stigning i omløbstid det dobbelte af forskellen i kugleradius. Kepler afviste dog senere denne formel, fordi den ikke var præcis nok.
Som han indikerede i titlen, mente Kepler at han havde afsløret Guds geometriske plan for universet. En stor del af Keplers entusiasme for det kopernikanske system kom fra hans teologiske overbevisninger om forbindelsen mellem det fysiske og det spirituelle; selve universet var et billede af Gud, hvor Solen svarede til Faderen, stjernesfærerne til Sønnen, og det mellemliggende rum til Helligånden. Hans første manuskript af Mysterium indeholdt et større kapitel hvori han genoprettede forbindelsen mellem det heliocentriske verdensbillede og bibelske passager som så ud til at understøtte et geocentrisk verdensbillede.
Med støtte fra sin mentor Michael Maestlin fik Kepler tilladelse fra universitetet i Tübingen til at udgive sit manuskript. Hvis han fjernede de bibelske forklaringer og kom med en mere simpel og letforståelig beskrivelse både af det kopernikanske system og Keplers nye ideer. Mysterium blev udgivet i slutningen af 1596, og Kepler modtog sine eksemplarer og begyndte at sende dem til fremtrædende astronomer og mæcener tidligt i 1597; værket blev ikke læst meget, men det etablerede Keplers ry som en højst talentfuld astronom. Hans overstrømmende indvielse af magtfulde mæcener og dem, som kontrollerede hans stilling i Graz, gav ham også en vigtig indgang til mæcenat-systemet.
Selv om detaljerne blev ændret i lys af hans senere værker, slap Kepler aldrig Mysterium Cosmographicums polyeder-sfæriske kosmologi. Hans senere, centrale astronomiske værker blev på nogle måder blot en yderligere udvikling af den, interesseret i at finde mere præcise indre og ydre dimensioner for sfærerne ved at beregne excentriciteterne af de planetariske kredsløb inde i dem. I 1621 udgav Kepler en udvidet anden udgave af Mysterium, halvanden gang større end den første, hvori han i fodnoter detaljerede de rettelser og forbedringer, som han havde opnået i de 25 år siden dens første udgivelse.

### Ægteskab med Barbara Müller
I december 1595 blev Kepler introduceret til en 23-årig Barbara Müller enke efter to ægteskaber, med en ung datter, og han blev tiltrukket af hende. Barbara Müller, som var arving til sine døde mænds ejendom, var datter af en velstående mølleejer. Hendes far, Jobst, modsatte sig et ægteskab på trods af Keplers adel; Keplers fattigdom gjorde ham til et uacceptabelt valg. Jobst formildedes efter Kepler fuldførte sit Mysterium, men forlovelsen gik næsten i stykker, mens Kepler var bortrejst for at arbejde med udgivelsen. Gejstlige, som havde hjulpet med at sætte det hele i stand, pressede dog Müller-familien til at overholde deres del af aftalen. Barbara og Johannes blev gift 27. april 1597.
I de første år efter deres ægteskab fik familien Kepler to børn (Heinrich og Susanna), som døde i vuggen. I 1602 fik de en datter (Susanna); i 1604 en søn (Friedrich); og i 1607 endnu en søn (Ludwig).

### Anden forskning
Efter udgivelsen af Mysterium og med hans skoleinspektørs i Graz' velsignelse begyndte Kepler et ambitiøst program for at udvide og gå i detaljer med sit arbejde. Han planlagde yderligere fire bøger: en om universets stillestående aspekter (Solen og de fikserede stjerner); en om planeterne og deres bevægelser; en om planeternes fysiske natur og dannelsen af geografiske træk (specielt med fokus på Jorden); og en om himlens effekt på Jorden, som skulle inkludere atmosfærisk optik, meteorologi og astrologi.
Han søgte også svar fra mange af de astronomer, som han havde sendt Mysterium til, heriblandt Reimarus Ursus (Nicolaus Reimers Bär) — Rudolf 2.'s kejserlige matematiker og en af Tycho Brahes bitre rivaler. Ursus svarede ikke direkte, men udgav Keplers smigrende brev for at forfølge sin vigtige strid med Brahe over det tychoniske system. På trods af det, begyndte Brahe at korrespondere med Kepler og begyndte med en hård, men begrundet kritik af Keplers system; blandt en række kritikpunkter tog Brahe afstand fra brugen af upræcise data taget fra Kopernikus. Brahe og Kepler diskuterede en bredt udvalg af astronomiske problemer i deres breve og dvælede især ved månefænomener og kopernikansk teori (specielt dens teologiske gennemførlighed). Men uden Brahes observatoriums betragteligt mere præcise data kunne Kepler ikke adressere mange af disse problemer.
I stedet vendte han sin opmærksomhed mod kronologi og "harmoni", de numerologiske forhold mellem musik, matematik og den fysiske verden samt deres astrologiske konsekvenser. Ved at antage at Jorden besidder en sjæl (en egenskab han senere brugte til at forklare, hvordan Solen skaber planeters bevægelse), etablerede han et spekulativt system som forbandt astrologiske aspekter med astronomiske afstande til vejr og andre jordlige fænomener. I 1599 følte han dog igen at hans arbejde blev begrænset af at det tilgængelige data var for upræcist — ligesom en voksende religiøs anspændthed også truede hans ansættelse i Graz. I december samme år inviterede Brahe Kepler på besøg i Prag; 1. januar 1600 (før han overhovedet modtog invitationen) tog Kepler af sted i det håb, at Brahes mæcenat kunne løse hans filosofiske problemer såvel som hans sociale og finansielle.

## Prag (1600 – 1612)

### Arbejde for Tycho Brahe
4. februar 1600 mødte Kepler Tycho Brahe og hans assistenter Franz Tengnagel og Longomontanus i Benátky nad Jizerou (35 km fra Prag), hvor Brahes nye observatorium blev opført. I de næste to måneder blev han boende som gæst og analyserede nogle af Brahes observationer af Mars; Brahe bevogtede sine data, men blev imponeret over Keplers teoretiske ideer og tillod ham snart yderligere adgang. Kepler planlagde at teste sin teori fra Mysterium Cosmographicum baseret på data om Mars, men han vurderede at arbejdet kunne tage op mod to år (siden han ikke havde tilladelse til blot at kopiere data til eget brug). Med hjælp fra Johannes Jessenius forsøgte Kepler at forhandle sig til en mere formel ansættelsesaftale med Brahe, men forhandlingerne brød sammen efter et skænderi, og Kepler rejste til Prag 6. april. Kepler og Brahe kom snart på talefod igen og nåede frem til en aftale om løn og logi, og i juni vendte Kepler hjem til Graz for at hente sin familie.
Politiske og religiøse vanskeligheder i Graz knuste hans planer om at kunne tage tilbage til Brahe med det samme; i håb om at kunne fortsætte sine astronomiske studier søgte Kepler som matematiker audiens hos ærkehertug Ferdinand. I den sammenhæng skrev Kepler et skrift — dedikeret til Ferdinand — hvori han foreslog en kraft-baseret teori om månebevægelse: "In Terra inest virtus, quae Lunam ciet" ("Der er en kraft i jorden, som får månen til at bevæge sig"). Selvom essayet ikke gav ham en plads i Ferdinands hof så detaljerede det en ny metode hvormed man kunne måle måneformørkelser, hvilket han afprøvede ved måneformørkelsen 10. juli i Graz. Disse observationer dannede grundlag for hans udforskninger af optikkens love, som kulminerede i Astronomiae Pars Optica.
2. august 1600 blev Kepler og hans familie bortvist fra Graz efter at de nægtede at konvertere til katolicismen. Flere måneder senere vendte Kepler med hele sin familie tilbage til Prag. Igennem størstedelen af 1601 blev han støttet direkte af Brahe, som satte ham til at analysere planetariske observationer og skrive en traktat mod Brahes (da afdøde) rival Ursus. I september sikrede Brahe ham hvervet som samarbejdspartner på et nyt projekt, som han havde foreslået kejseren: De rudolfinske tavler, som skulle erstatte Erasmus Reinholds pruteniske tavler. To dage efter Brahe uventede død 24. oktober 1601 blev Kepler udnævnt til hans efterfølger som kejserlig matematiker med ansvaret for at færdiggøre hans uafsluttede værk. De næste 11 år som kejserlig matematiker blev de mest produktive år i hans liv.

### Rådgiver for kejser Rudolf 2.
Keplers primære forpligtelse som kejserlig matematiker var at give astrologisk rådgivning til kejseren. Selv om Kepler ikke gav meget for hans samtidige astrologers forsøg på at spå om guddommelige specifikke begivenheder, havde han lagt detaljerede horoskoper for venner, familie og mæcener siden han var ung studerende i Tübingen. Ud over horoskoper for allierede og fremmede ledere søgte kejseren også Keplers rådgivning i tider med politisk uvejr (Keplers anbefalinger var mere baseret på sund fornuft end på stjernerne). Rudolf var aktivt interesseret i hans mange hoflærdes (heriblandt en række alkymisters) arbejde, og holdt sig ligeledes ajour med Keplers arbejde inden for fysisk astronomi.
Officielt var de eneste acceptable religiøse doktriner i Prag katolsk og utrakvisme, men Keplers position i det kejserlige hof tillod ham uhindret at praktisere sin lutheranske tro . Kejseren gav ham symbolsk en rigelig indkomst, men vanskeligheder med det over-udstrakte kejserlige skattekammer betød at det blev en vedvarende kamp rent faktisk at få fat på nok penge til at møde finansielle forpligtelser. Hans liv hjemme med Barbara var ubehageligt delvist på grund af finansielle problemer: skæmmet af småskænderier og sygdom. Livet ved hoffet gav Kepler kontakt til andre fremtrædende lærde (heriblandt Johannes Matthäus Wackher von Wackhenfels, Jost Bürgi, David Fabricius, Martin Bachazek og Johannes Brengger) og hans astronomiske arbejde gik hurtigt.

### Astronomiae Pars Optica
Mens han langsomt fortsatte med at analysere Brahes observationer af Mars — som han nu havde fuld adgang til — og begyndte den langsomme proces med at tabulere de rudolfinske tavler, begyndte Kepler også at undersøge optikkens love fra hans måneskrift fra 1600. Både måne- og solformørkelser indeholdt uforklarlige fænomener som uventede skyggestørrelser, en fuldstændig måneformørkelses røde farve og det angiveligt usædvanlige lys, som omgav en fuldstændig solformørkelse. De relaterede problemer med atmosfærisk refraktion vedrørte alle astronomiske observationer. Gennem størstedelen af 1603 stoppede Kepler midlertidigt alt sit andet arbejde for at fokusere på optisk teori; resultatet blev som manuskript præsenteret for kejseren 1. januar 1604 og blev udgivet som Astronomiae Pars Optica (Astronomiens optiske del). Deri beskrev Kepler den  lov som styrede lysets intensitet, refleksion i flade eller kurvede spejle og hullinsernes principper, såvel som optikkens astronomiske implikationer som parallakse og de himmelske legemers synlige størrelse. Han udvidede også sit studie af optik til det menneskelige øje, og betragtes generelt af neuroforskere som den første til at erkende at billeder projiceres spejlvendt og omvendt af linsen på nethinden. Løsningen på dette dilemma var ikke specielt vigtig for Kepler, da han ikke mente, at det relaterede til optik, selv om han antydede at billedet senere blev korrigeret "i hjernens hule" på grund af "sjælens aktivitet". I dag anerkendes Astronomiae Pars Optica generelt som grundlaget for moderne optik (selvom Snells lov er påfaldende fraværende).

### Supernovaen i 1604
I oktober 1604 dukkede en klar ny aftenstjerne (SN 1604) op, men Kepler troede ikke på rygterne, før han selv så den. Kepler begyndte at observere stjernen systematisk. Astrologisk markerede slutningen af 1603 begyndelsen på iltrigonen, der samtidig var begyndelsen på en ny ca. 800-års cyklus af store konjunktioner. Astrologer forbandt de to foregående cyklusser med Karl den Stores opstigning (ca. 800 år tidligere) og Kristi fødsel (ca. 1.600 år tidligere) og forventede derfor begivenheder af stor betydning, især i forbindelse med kejseren. Det var som kejserlig matematiker og astrolog, at Kepler beskrev den nye stjerne to år senere i sin De Stella Nova. Deri behandlede Kepler stjernens astronomiske egenskaber og anlagde samtidig en skeptisk holdning til de mange astrologiske tydninger, som var i omløb. Han bemærkedes dens aftagende lysstyrke, overvejede dens oprindelse og argumenterede ud fra dens mangel på observerbar parallakse for, at den befandt sig i fiksstjernernes sfære. Det undergravede yderligere doktrinen om himlenes uforanderlighed, der siden Aristoteles havde været den accepterede teori: himlene var perfekte og uforanderlige. At en ny stjerne kunne vise sig indebar derfor, at himlene kunne ændre sig. I et appendix diskuterede Kepler endvidere det nylige arbejde om kronologi af Laurentius Suslyga. Han beregnede, at hvis Suslyga havde ret i, at den accepterede tidsregning var fire år bagefter, ville Betlehemsstjernen — i lighed med den nu optrædende nye stjerne — have faldet sammen med den første store konjunktion i den tidligere 800-års cyklus.

### Astronomia nova
Den udvidede forskning, som kulminerede i Astronomia nova (En ny astronomi) — heriblandt de første to love om planetarisk bevægelse — begyndte med analysen, under Brahes instruktion, af Mars' kredsløb. Kepler beregnede flere tilnærmelser om Mars' kredsløb ved at bruge en ækvant (det matematiske værktøj som Kopernikus havde elimineret med sit system), og skabte til sidst en model som generelt stemte overens med Brahes observeringer til indenfor to bueminutter (den gennemsnitlige fejlmargen). Men han var ikke tilfreds med det komplekse og stadig lettere upræcise resultat; på visse punkter adskilte modellen sig fra de observerede data med op til otte bueminutter. Efter en lang række traditionelle matematiske astronomimetoder havde vist sig fejlbare, besluttede Kepler sig for at forsøge at passe et æglignende kredsløb til de observerede data.
Inden for Keplers religiøse syn på kosmos var Solen (et symbol på Gud Fader) kilden til bevægekraft i solsystemet. Som en fysisk basis optegnede Kepler en analogi på William Gilberts teori om Jordens magnetiske sjæl fra De Magnete (1600) og på hans eget arbejde med optik. Kepler antog at bevægkraften som Solen udsendte blev svagere på lang afstand, hvilket gav hurtigere eller langsommere bevægelse efterhånden som planeter bevægede sig tættere på eller længere fra den. Måske medførte denne antagelse et matematisk forhold som ville genoprette den astronomiske orden. Baseret på målingerne af både Jordens og Mars' aphelium og perihelium, skabte han en formel hvori en planets bevægelsesrate  er omvendt proportionel til dens afstand fra Solen. At verificere dette forhold igennem kredsløbet ville dog kræve meget omfattende beregninger; for at lette denne opgave havde Kepler i slutningen af 1602 omformuleret proportionen hvad angår geometri: indenfor lige lange tidsrum vil linjen mellem Solen og planeten altid passere et konstant areal — Keplers anden lov om planetarisk bevægelse.
Nu satte han sig for at udregne hele Mars' kredsløb ved at bruge den geometriske ratelov og antage en ægformet bane. Efter omkring 40 forgæves forsøg kom han først i 1605 på ideen om en ellipse, som han tidligere havde antaget som en for simpel løsning til, at tidligere astronomer ville have overset den. Efter at have opdaget, at en elliptisk bane passede på de data han havde om Mars, konkluderede han øjeblikkeligt at alle planeter følger baner som en ellipse, med Solen i det ene af ellipsens to brændpunkter. — Keplers første lov om planetarisk bevægelse. Da han ikke havde ansat nogen udregningsassistenter, udvidede han dog ikke den matematiske analyse til at omfatte andre planeter end Mars. I slutningen af året færdiggjorde han manuskriptet til Astronomia nova, der ikke udkom før 1609 på grund af juridiske stridigheder om brugen af Tycho Brahes observationer, som var hans arvingers ejendom.

### Dioptrice,Somnium-manuskriptet og andet arbejde
I årene efter færdiggørelsen af Astronomia Nova var størstedelen af Keplers forskning fokuseret på forberedelserne til de rudolfinske tavler og et omfattende sæt af efemerider (specifikke forudsigelser af planeters og stjerners placeringer på himmelen) baseret på tavlerne (selvom ingen af delene ville blive færdiggjort før efter mange år). Han forsøgte også uden held at begynde et samarbejde med den italienske astronom Giovanni Antonio Magini. Noget af hans andet arbejde omhandlede kronologi, specielt datering af begivenheder i Jesu liv, og astrologi, hvor han specielt var kritisk mod dramatiske forudsigelser af katastrofer som Helisaeus Roeslins.
Kepler og Roeslin påbegyndte en række trykte angreb og modangreb på hinanden, mens fysikeren Philip Feselius udgav et værk hvori han afskrev astrologi fuldstændigt (og specielt Roeslins værker). Som svar på hvad Kepler så som astrologiens overflod på den ene side og overivrig afvisning af den på anden, forberedte Kepler Tertius Interveniens (Tredjeparts Interventioner). Symbolsk var dette værk – som blev præsenteret for en af Roeslin og Feselius' mæcener – en neutral mægling mellem de stridende lærde, men det fastsatte også Keplers generelle syn på astrologiens værdi, heriblandt nogle hypotetiske mekanismer om interaktion mellem planeter og individuelle sjæle. Mens Kepler betragtede de fleste af astrologiens traditionelle regler og metoder som noget "ildelugtende møg" hvori "en flittig høne" skraber, var der "måske også et godt lille korn" at finde for de samvittighedsfulde videnskabelige astrologer.
I de første måneder i 1610 opdagede Galileo Galilei — ved hjælp af sit kraftfulde nye teleskop — at fire måner kredsede om Jupiter. Efter at have udgivet sine opdagelser som Sidereus Nuncius (Stjerneklar Budbringer), søgte Galilei Keplers mening, delvist for at kunne stive sine observationers troværdighed af. Kepler svarede entusiastisk med et kort udgivet svar, Dissertatio cum Nuncio Sidereo (Samtale med den Stjerneklare Budbringer). Han roste Galileis observationer og tilbød en række spekulationer om opdagelserne og de teleskopiske metoders mening og implikationer for astronomien og optikken såvel som kosmologien og astrologien. Senere samme år udgav Kepler sine egne teleskopobservationer af månerne i Narratio de Jovis Satellitibus, som støttede Galilei yderligere. Til Keplers store skuffelse udgav Galilei dog aldrig sine reaktioner på Astronomia Nova.
Efter at have hørt om Galileis teleskopiske opdagelser påbegyndte Kepler også en teoretisk og eksperimentel undersøgelse af teleskopisk optik ved at bruge et teleskop som han havde lånt af hertug Ernst af Køln. Det resulterede i et manuskript færdiggjort i september 1610 og udgivet som Dioptrice i 1611. I manuskriptet fastsatte Kepler den teoretiske basis for dobbelt-konvekse konvergerende linser og og dobbelt-konkave divergerende linser — samt hvordan de kombineres for at danne en galilæisk kikkert — såvel som koncepterne om virkelige kontra virtuelle billeder, opretstående kontra omvendte billeder samt brændviddens virkning på forstørrelse og reduktion. Han beskrev også et forbedret teleskop — nu kendt som den astronomiske eller keplerske kikkert — hvori to konvekse linser kan give en højere forstørrelsesgrad end Galileis kombination af konvekse og konkave linser.
Omkring 1611 lod Kepler et manuskript cirkulere til det, der posthumt blev udgivet som Somnium (Drømmen). En del af formålet med Somnium var at beskrive, hvad praktiserende astronomer ville være set fra en anden planet, for at vise at et ikke-geocentrisk system kan være muligt. Manuskriptet, som forsvandt efter at have været gennem flere hænder, beskrev en fantastisk tur til månen; det var delvis allegori, delvis selvbiografi og delvis en behandling af interplanetarisk rejse (måske verdens første science fiction-værk). År senere kan en forvrænget version have startet hekseprocessen mod hans mor, da fortællerens mor konsulterer en dæmon for at lære, hvordan man rejser i rummet. Efter hendes frifindelse nedskrev Kepler 223 fodnoter til historien — flere gange længere end selve teksten — som forklarede de allegoriske aspekter såvel som det betragtelige videnskabelige indhold (specielt om månens geografi), der var skjult i teksten.
Som en nytårsgave samme år skrev han en kort pjece med titlen Strena Seu de Nive Sexangula (En Nytårsgave af Hexagonal Sne) til sin ven og mæcen, baron Wackher von Wackhenfels. I det undersøgte han snefnuggenes hexagonale symmetri og udvidede diskussionen ind i en hypotetisk atomistisk fysisk basis for symmetrien, hvor han fremsagde det som senere ville blive kendt som Keplers formodning, en udtalelse om den tættest muligt pakning af massive kugler.

### Personlige og politiske problemer
I 1611 tilspidsedes den voksende politisk-religiøse anspændthed i Prag. Kejser Rudolf — hvis helbred var betydeligt svækket — var tvunget til at abdicere som konge af Böhmen af sin bror Matthias. Begge parter søgte Keplers astrologiske rådgivning. Det gav ham mulighed til at levere forsonende politiske råd (som ikke havde meget at gøre med stjernerne, bortset fra i generelle udtalelser om at fraråde drastiske handlinger). Det var dog klart at Kepler næppe havde en lys fremtid ved Matthias' hof.
Samme år blev Barbara Kepler smittet med Rickettsia og begyndte at få slagtilfælde. Mens Barbara prøvede at komme sig, blev alle Keplers tre børn smittet af kopper; den 6-årige Friedrich døde. Efter hans søns død skrev Kepler breve til potentielle mæcener i Württemberg og Padua. Han kunne dog ikke vende tilbage til Tübingen Universitet i Württemberg, da man mistænkte ham for calvinistisk kætteri, som stred imod den augsburgske bekendelse og Konkordieformlen. Padua Universitetet søgte efter anbefaling fra den afgående Galilei at få Kepler til det matematiske professorat, men Kepler, som foretrak at holde sin familie på tysk territorium, rejste i stedet til Østrig for at blive lærer og distriktsmatematiker i Linz. Barbaras sygdom vendte tilbage, og hun døde kort efter Keplers tilbagekomst.
Kepler udskød planerne om at flytte til Linz og forblev i Prag til Rudolfs død først i 1612, selv om han ikke kunne forske på grund af virvaret af politisk krise, religiøse spændinger og familietragedie (heriblandt en juridisk strid om hans kones ejendom). I stedet sammensatte han et kronologisk manuskript, Eclogae Chronicae, fra korrespondance og tidligere arbejde. Efter sin indsættelse som ny tysk-romersk kejser genbekræftede Matthias Keplers position og løn som kejserlig matematiker, men tillod ham at flytte til Linz.

## Linz og andetsteds (1612–1630)
I Linz var Keplers primære ansvar at færdigøre de rudolfinske tavler og undervise ved distriktskolen og tilbyde astrologiske og astronomiske tjenester. I hans første år i byen havde han en væsentligt bedre finansiel sikkerhed og religiøs frihed i forhold til i Prag – selv om han ikke kunne deltage i nadveren på grund af hans teologiske skrupler. Hans første udgivelse i Linz var De vero Anno (1613), en udvidet afhandling om Jesu fødselsår; han deltog også i overvejelser om Pave Gregorius' reformerede kalender i de protestantiske tyske lande; samme år skrev han også den indflydelsesrige matematiske afhandling Nova stereometria doliorum vinariorum, om hvordan man måler rumfang af beholdere som vintønder (Den udkom først 1615).

### Andet ægteskab
30. oktober 1613 giftede Kepler sig med den 24-årige Susanna Reuttinger. Efter hans første kones død havde Kepler overvejet 11 forskellige ægteskaber. Han vendte tilbage til Reuttinger (den femte) som, skrev han, "vandt mig med kærlighed, ydmyg loyalitet, husholdningsøkonomi, flid og den kærlighed hun gav stedbørnene." De første tre børn af dette ægteskab (Margareta Regina, Katharina og Sebald) døde alle som børn. Tre blev voksne: Cordula (f. 1621); Fridmar (f. 1623); og Hildebert (f. 1625). Ifølge Keplers biografer var dette et meget lykkeligere ægteskab end hans første.

### Epitome Astronomiae Copernicanae, kalendere og hans mors hekseproces
Efter han havde færdiggjort Astronomia nova havde Kepler planlagt en lærebog i astronomi. I 1615 færdiggjorde han de første tre bind af Epitome astronomia Copernicanae; første bind (bog I-III) blev trykt i 1617, den anden (bog IV) i 1620 og den tredje (bog V-VII) i 1621. På trods af titlen, som blot hentydede til heliocentrisme, kulminerede Keplers lærebog i hans eget ellipsebaserede system. Epitome blev Keplers mest indflydelsesrige værk. Den indeholdt alle tre love om planetarisk bevægelse og forsøgte at forklare himmelske bevægelser gennem fysiske årsager. Selvom den eksplicit udvidede de to første love om planetarisk bevægelse (anvendt på Mars i Astronomia nova) til alle planeterne såvel som Månen og de galileiske måner, forklarede den ikke hvordan elliptiske kredsløb kunne findes ud fra observationsdata.
Som en afstikker fra de rudolfinske tavler og de relaterede efemerider udgav Kepler astrologiske kalendere, som var meget populære, og som hjalp til at producere hans andre værker — specielt når støtten fra det kejserlige skatkammer blev tilbageholdt. I sine kalendere — seks mellem 1617 og 1624 — forudså Kepler planetariske placeringer og vejr, såvel som politiske begivenheder. De var oftest forsigtigt præcise takket være hans klare greb om samtidige politiske og teologiske spændinger. I 1624 blev eskaleringen af disse spændinger og hans forudsigelsers dobbelttydighed dog et problem for Kepler; hans sidste kalender blev offentligt brændt i Graz.
I 1615 påstod Ursula Reingold, som var indblandet i en økonomisk strid med Keplers bror Cristoph, at Keplers mor Katharina havde gjort hende syg med ondt bryg. Uenigheden voksede, og i 1617 blev Katharina beskyldt for heksekunst; hekseretssager var almindelige i det centrale Europa. Fra begyndelsen af august 1620 blev hun fængslet i fjorten måneder. Hun blev løsladt i oktober 1621, delvist takket være et omfattende juridisk forsvar, som Kepler havde sat sammen. Anklagerne havde ikke stærkere beviser end rygter og en forvrænget andenhåndsversion af Keplers Somnium, hvori en kvinde blander miksturer og får hjælp fra en dæmon. Katharina blev udsat for territio verbalis, en grafisk beskrivelse af den tortur der ventede hende som heks, i et endeligt forsøg på at få hende til at tilstå. I løbet af retssagen udsatte Kepler alt andet arbejde for at fokusere på sin "harmoniske teori". Resultatet, Harmonices Mundi ("Verdenernes Harmoni"), blev udgivet i 1619.

### Harmonices Mundi
Kepler var overbevist om, "at de geometriske ting har givet Skaberen modellen til at dekorere hele verden." I Harmonices Mundi forsøgte han at forklare den naturlige verdens proportioner — specielt de astronomiske og astrologiske aspekter — i musikalske termer. Det centrale sæt af "harmonier" var musica universalis eller "sfærernes musik", som var blevet studeret af Pythagoras, Ptolemæus og mange andre før Kepler; faktisk blev Kepler selv, kort efter udgivelsen af Harmonices Mundi, indblandet i en strid med Robert Fludd, som også lige havde udgivet sin harmoniske teori, om hvem der havde fortrinsret.
Kepler begyndte at udforske regulære polygoner og regulære legemer med de figurer, som blev kendt som Keplers legemer. Derfra udvidede han sin harmoniske analyse til musik, meteorologi og astrologi; harmoni kom fra tonerne lavet af de himmelske legemers sjæle — og hvad angår astrologien, interaktionen mellem disse toner og menneskers sjæle. I den sidste del af værket (Bog V), behandlede Kepler planetariske bevægelser, specielt forholdene mellem omløbshastighed og omløbsafstand fra Solen. Lignende forhold havde været brugt af andre astronomer, men Kepler behandlede dem — med Tycho Brahes data og hans egne astronomiske teorier — meget mere præcist, og gav dem en ny fysisk betydning.
Blandt mange andre harmonier fremsatte Kepler det, der blev kendt som Keplers tredje lov. Han afprøvede mange kombinationer, før han opdagede, at det (tilnærmelsesvis) gjaldt, at "kvadratet på planeternes omløbstiderne forholder sig til hinanden som kubus på de gennemsnitlige afstande". (Somme tider udtrykt som: Kvadratet på planeternes omløbstid er proportionalt med tredje potens af deres middelafstand til Solen. Den bredere betydning for planeternes dynamiske bevægelse af denne rent kinematiske lov blev imidlertid ikke indset før i 1660'erne. For når den benyttedes sammen med Christian Huygens' nyligt opdagede lov om centrifugalkraft, gjorde den Isaac Newton, Edmund Halley og måske Christopher Wren og Robert Hooke i stand til uafhængigt at vise, at den antagne tyngdetiltrækning mellem Solen og planeterne aftog med kvadratet på afstanden mellem dem. Det tilbageviste den antagelse i den traditionelle skolastiske fysik, at den tyngdemæssige tiltrækning havde konstant styrke trods afstanden, når den betragtedes mellem to legemer, sådan som det fejlagtigt blev lagt til grund af Kepler og også af Galileo i hans universelle lov om, at gravitationelt fald accelereres ensartet, og endvidere også af Galileos student Borrelli i dennes himmelmekanik fra 1666.

### De rudolfinske tavler og hans sidste år
I 1623 færdiggjorde Kepler endelig de rudolfinske tavler, som dengang betragtedes som hans største værk. På grund af kejserens krav om udgivelse og forhandlinger med Tycho Brahes arving, blev de ikke udgivet før 1627. I mellemtiden satte religiøse spændinger — roden til den igangværende Trediveårskrig — igen Kepler og hans familie i fare. I 1625 beseglede folk fra den katolske modreformation Keplers bibliotek, og i 1626 blev byen Linz belejret. Kepler flyttede til Ulm, hvor han finansierede trykningen af tavlerne af egen lomme.
Efter kejser Ferdinands hærs militære sejre under General Wallenstein i 1628, blev Kepler officiel rådgiver for Wallenstein. Selv om han ikke var generalens hofastrolog, ydede Kepler astronomiske udregninger til Wallensteins astrologer og skrev af og til selv horoskoper. I sine sidste år brugte Kepler størstedelen af sin tid på at rejse: fra hoffet i Prag til Linz og Ulm til et midlertidigt hjem i Żagań, og endelig til Regensburg. Kort tid efter han ankom til Regensburg blev Kepler syg. Han døde 15. november 1630, og blev begravet i byen; hans gravsted forsvandt efter Gustav Adolfs hær ødelagde kirkegården.

## Modtagelse af hans astronomi
Keplers love blev ikke øjeblikkeligt accepterede. Flere store som Galileo Galilei og René Descartes ignorerede fuldstændigt Keplers Astronomia nova. Mange astronomer som Keplers lærer, Michael Maestlin, modsatte sig Keplers introduktion af fysik i hans astronomi. Nogle gik på kompromis. Ismael Boulliau accepterede elliptiske kredsløs, men erstattede Keplers områdelov med uniform bevægelse med hensyn til det tomme fokus på ellipsen, mens Seth Ward brugte et elliptisk kredsløb med bevægelser defineret af en ækvant.
Flere astronomer afprøvede Keplers teori og dens forskellige modifikationer, mod deres egne astronomiske observationer. To af Venus' og Merkurs passager forbi Solen var følsomme tests af teorien under omstændigheder, når disse planeter normalt ikke kunne observeres. Hvad angår Merkurs passage i 1631 havde Kepler været ekstremt usikker på Merkurs parametre, og anbefalede observatører at kigge efter passagen dagen før og efter den forudsagte dag. Pierre Gassendi observerede planetens passage på den dag Kepler havde forudsagt, og bekræftede dermed hans teori. Dette var den første observation af en af Merkurs passager. Hans forsøg på at observere Venus' passage blot en måned senere slog dog fejl på grund af unøjagtigheder i de rudolfinske tavler. Gassendi indså ikke, at den var synlig fra størstedelen af Europa, heriblandt Paris. Jeremiah Horrocks, som observerede Venus' passage i 1639, havde brugt sine egne observationer til at justere den keplerske model, forudsagde passagen og byggede redskaberne til at observere passagen. Han forblev en stærk fortaler for den keplerske model.
Epitome astronomiae Copernicanae blev læst af astronomer i hele Europa, og efter Keplers død blev den det centrale middel til spredning af Keplers ideer. Mellem 1630 og 1650 var den den mest brugte lærebog i astronomi og omvendte mange til ellipse-baseret astronomi. Det var dog kun få, der tog imod hans ideer om den fysiske basis for himmelske bevægelser. I slutningen af det 17. århundrede begyndte en række teorier om fysisk astronomi — specielt Giovanni Alfonso Borellis og Robert Hookes — at trække på Keplers værker, og inkorporere tiltrækkende kræfter (dog ikke kvasi-spirituelle bevægekræfter som postuleret af Kepler) og det kartesiske koncept inerti. Det kulminerede i Isaac Newtons Principia Mathematica (1687), hvori Newton fik Keplers love om planetarisk bevægelse fra en kraft-baseret teori om universel gravitation.

## Historisk og kulturel arv
Ud over hans udvikling af astronomi og naturfilosofi har Kepler påvirket videnskabens filosofi og historiografi. Kepler og hans love om bevægelse var centrale i tidlige historier om astronomi, som Jean Etienne Montuclas Histoire des mathématiques (1758) og Jean-Baptiste Delambres Histoire de l’astronomie moderne (1821). Disse og andre historier skrevet fra et Oplysningstidsperspektiv behandlede Keplers metafysiske og religiøse argumenter skeptisk og misbilligende, men senere naturfilosoffer fra Romantikken så disse elementer som centrale for hans succes. William Whewell mente, sin indflydelsesrige History of the Inductive Sciences fra 1837, at Kepler var arketypen på det induktive videnskabelige geni; i hans Philosophy of the Inductive Sciences fra 1840 opholdt Whewell Kepler som legemliggørelsen af de mest avancerede former for videnskabelig metode. På lignende måde identificerede Ernst Friedrich Apelt — den første som studerede Keplers manuskripter efter de var blevet opkøbt af Katharina den store — Kepler sin en nøgleperson til "Videnskabens revolution". Apelt, som så Keplers matematik, æstetiske følsomhed, fysiske ideer og teologi som en del af et forenet tankesystem, producerede den første omfattende analyse af Keplers liv og arbejde.
Moderne oversættelser af en række af Keplers bøger kom i slutningen af det 19. og begyndelsen af det 20. århundrede, den systematiske udgivelse af hans samlede værker begyndte i 1937 og nærmer sig færdiggørelsen i det 21. århundrede, og Max Caspars skelsættende biografi af Kepler blev udgivet i 1948. Alexandre Koyrés værk om Kepler var dog, efter Apelt, den første store milesten i historiske fortolkninger af Keplers kosmologi og dens indflydelse. I 1930'erne og 1940'erne beskrev Koyré, og en række andre i den første generation af professionelle videnskabshistorikere, den "videnskabelige revolution" som den centrale begivenhed i videnskabens historie, og Kepler som en central figur i revolutionen. Koyré placerede Keplers teoretisering, snarere end hans empiriske arbejde, i midten af den intellektuelle transformation fra oldtids- til moderne verdenssyn. Siden 1960'erne er mængden af lærdom om Keplers historie vokset stort, heriblandt studier af hans astrologi og meteorologi, hans geometriske metoder, hans religiøse syns rolle i hans arbejde, hans literære og retoriske metoder, hans interaktion med sin tids bredere kulturelle og filosofiske strømninger, og selv hans rolle som videnskabshistoriker.

Debatten om Keplers plads i den videnskabelige revolution har også affødt en lang række filosofiske og populære behandlinger. En af de mest indflydelsesrige er Arthur Koestlers The Sleepwalkers (1959), hvori Kepler utvetydigt er revolutionens helt (både moralsk, teologisk og intellektuelt). Indflydelsesrige videnskabsfilosoffer — såsom Charles Sanders Peirce, Norwood Russell Hanson, Stephen Toulmin og Karl Popper — har gentagne gange søgt til Kepler: eksempler på inkommensurabilitet, analogisk argumentation, falsifikation og mange andre filosofiske begreber er blevet fundet i Keplers værker. Fysiker Wolfgang Pauli brugt Keplers disput med Robert Fludd til at udforske implikationerne af analytisk psykologi på videnskabelig undersøgelse. En populær, omend lettere fantasifuld, historisk roman af John Banville, Kepler (1981), udforskede mange af de temaer, som blev udviklet i Koestlers faglitterære beretning og i videnskabsfilosofien. Et mere fantasifuldt nyligt, faglitterært værk, Heavenly Intrigue (2004), antydede at Kepler myrdede Tycho Brahe for at få adgang til hans data. Kepler har fået et folkeligt image som et ikon for videnskabelig modernitet, og en mand som var forud for sin tid; populærvidenskabsforfatteren og astronomen Carl Sagan beskrev ham som "den første astrofysiker og den sidste videnskabelige astrolog."
I Østrig efterlod Johannes Kepler sig så stor en historisk arv, at han var et af motiverne til en sølv-samlermønt: 10-euro Johannes Kepler sølvmønten, præget 10. september 2002. Bagsiden af mønten har et portræt af Kepler, som en rum tid arbejdede som lærer i Graz og de omegn. Kepler kendte Hans Ulrich von Eggenberg personligt, og han påvirkede sandsynligvis konstruktionen af Eggenberg slot (motivet er på forsiden af mønten). Foran ham på mønten er modellen af indlagde kugler og polyedre fra Mysterium Cosmographicum.
I 2009 navngav NASA Keplerteleskopet efter Kepler for hans bidrag til astronomien.
I New Zealands Fiordland National Park er der også en bjergkæde, Kepler Mountains, opkaldt efter Kepler, og en tredages vandresti kaldet Kepler Track, som går gennem bjergene.

## Værker
- 1596: Mysterium cosmographicum
- 1604: Astronomiae Pars Optica
- 1604: De Stella nova in pede Serpentarii
- 1609: Astronomia nova
- 1610: Tertius Interveniens
- 1610: Dissertatio cum Nuncio Sidereo
- 1611: Dioptrice
- 1611: De nive sexangula
- 1613: De vero Anno, quo aeternus Dei Filius humanam naturam in Utero benedictae Virginis Mariae assumpsit
- 1615: Eclogae Chronicae (udgivet med Dissertatio cum Nuncio Sidereo)
- 1615: Nova stereometria doliorum vinariorum
- 1618-1621: Epitome astronomiae Copernicanae (udgivet i tre dele; se også billedet)
- 1619: Harmonice Mundi
- 1621: Mysterium cosmographicum, 2. udgave
- 1627: Tabulae Rudolphinae (De rudolfinske tavler)
- 1634: Somnium

### Opkaldt efter ham
- Keplers love om planetarisk bevægelse til astronomiske udregninger
- Keplerteleskopet, et fotometer i rummet, designet til at søge efter Jord-lignende planeter. Opsendt af NASA 6. marts 2009
- ATV-002 Johannes Kepler, den anden europæiske ATV som skal bringe forsyninger til Den Internationale Rumstation. Planlagt opsendelse i juli 2010.
- Keplers legemer, et sæt af geometriske konstruktioner, hvoraf to blev beskrevet af ham.
- Keplers stjerne, Supernova 1604, som han observerede og beskrev.
- Kepler, et krater på Månen
- Kepler, et krater på Mars
- 1134 Kepler, en asteroide
- Kepler, en opera af Philip Glass
- Die Harmonie der Welt, en opera af Paul Hindemith
- Johannes Kepler Universität Linz. I 1975, ni år efter dets grundlæggelse, blev universitetet omdøbt til ære for Johannes Kepler, siden han skrev sit magnum opus Harmonice Mundi i Linz.
- Kepler College, Seattle, Washington
- Flere skoler, gader, observatorier og andet er opkaldt efter han, eksempelvis:
  - Kepler Gymnasium, Tübingen
  - Keplerstraße i Hanau nær Frankfurt am Main
  - Keplerstraße i München, Tyskland
  - Keplerstraße og Keplerbrücke i Graz, Østrig
  - Keplerplatz, en station på undergrundsbanen Wiener U-Bahns U1-linje.
  - Gymnázium Jana Keplera, på stedet hvor Kepler boede i Prag.

## Fodnoter
1. ↑  Navnet er anført på engelsk og stammer fra Wikidata hvor navnet endnu ikke findes på dansk.
2. ↑  Barker og Goldstein, "Theological Foundations of Kepler's Astronomy", s. 112–13.
3. ↑  Kepler, Astronomia Nova, title page, tr. Donohue, s. 26–7
4. ↑  Kepler, Astronomia Nova, s. 48
5. ↑  Epitome Astronomiae Copernicanae i Great Books of the Western World, Vol 16, s. 845
6. ↑  Stephenson, Kepler's Physical Astronomy, s. 1–2; Dear, Revolutionizing the Sciences, s. 74–78
7. ↑  Caspar, Kepler, s. 29–36; Connor, Kepler's Witch, s. 23–46.
8. 1 2  Koestler, The Sleepwalkers, s. 234 (oversat fra Keplers familiehoroskop).
9. ↑  Caspar, Kepler, s. 36–38; Connor, Kepler's Witch, s. 25–27.
10. ↑  James A. Connor, Kepler's Witch (2004), s. 58.
11. ↑  Robert S. Westman, "Kepler's Early Physico-Astrological Problematic," Journal for the History of Astronomy, 32 (2001): 227–36.
12. ↑  Caspar, Kepler, pp. 38–52; Connor, Kepler's Witch, s. 49–69.
13. ↑  Caspar, Kepler, s. 60–65; se også: Barker and Goldstein, "Theological Foundations of Kepler's Astronomy."
14. ↑  Barker and Goldstein, "Theological Foundations of Kepler's Astronomy," s. 99–103, 112–113
15. ↑  Caspar, Kepler, s. 65–71
16. ↑  Field, Kepler's Geometrical Cosmology, kapitel IV, s. 73
17. ↑  Caspar, Kepler, s. 71–75
18. ↑  Connor, Kepler's Witch, s. 89–100, 114–116; Caspar, Kepler, s. 75–77
19. ↑  Caspar, Kepler, s. 85–86
20. ↑  Caspar, Kepler, s. 86–89
21. ↑  Caspar, Kepler, s. 89–100
22. ↑  Caspar, Kepler, s. 100–08.
23. ↑  Caspar, Kepler, s. 110.
24. ↑  Caspar, Kepler, s. 108–11.
25. ↑  Caspar, Kepler, s. 111–22.
26. ↑  Caspar, Kepler, s. 149–153
27. ↑  Caspar, Kepler, s. 146–148, 159–177
28. ↑  Finger, "Origins of Neuroscience," s. 74. Oxford University Press, 2001.
29. ↑  Caspar, Kepler, s. 142–146
30. ↑  Danmarks Natur- og Lægevidenskabelige Biblioteks side om De Stella Nova, efterskrift om Tycho Brahe af John R. Christianson
31. ↑  Caspar, Kepler, pp 153–157
32. ↑  Caspar, Kepler, s. 123–128
33. ↑  "Kepler's decision to base his causal explanation of planetary motion on a distance-velocity law, rather than on uniform circular motions of compounded spheres, marks a major shift from ancient to modern conceptions of science.... [Kepler] had begun with physical principles and had then derived a trajectory from it, rather than simply constructing new models. In other words, even before discovering the area law, Kepler had abandoned uniform circular motion as a physical principle." Peter Barker og Bernard R. Goldstein, "Distance and Velocity in Kepler's Astronomy", Annals of Science, 51 (1994): 59-73, s. 60.
34. ↑  Koyré, The Astronomical Revolution, s. 199–202
35. ↑  Caspar, Kepler, s. 129–132
36. ↑  Caspar, Kepler, s. 131–140; Koyré, The Astronomical Revolution, s. 277–279
37. ↑  Caspar, Kepler, s. 178–181
38. ↑  Caspar, Kepler, s. 181–185.
39. ↑  Caspar, Kepler, s. 192–197
40. ↑  Koestler, The Sleepwalkers s. 384
41. ↑  Caspar, Kepler, s. 198–202
42. ↑  Lear, Kepler's Dream, s. 1–78
43. ↑  Schneer, "Kepler's New Year's Gift of a Snowflake," s. 531–545
44. ↑  Caspar, Kepler, s. 202–204
45. ↑  Connor, Kepler's Witch, pp 222–226; Caspar, Kepler, pp 204–207
46. ↑  Caspar, Kepler, s. 208–211
47. ↑  Caspar, Kepler, s. 209–220, 227–240
48. ↑  Citat fra Connor, Kepler's Witch, s. 252, oversat til engelsk fra et brev dateret 23. oktober 1613 fra Kepler til en anonym adelig
49. ↑  Caspar, Kepler, s. 220–223; Connor, Kepler's Witch, s. 251–254.
50. ↑  Caspar, Kepler, s. 239–240, 293–300
51. ↑  Gingerich, "Kepler, Johannes" fra Dictionary of Scientific Biography, s. 302–304
52. ↑  Wolf, A History of Science, Technology and Philosophy, s. 140–141; Pannekoek, A History of Astronomy, s. 252
53. ↑  Caspar, Kepler, s. 239, 300–301, 307–308
54. ↑  Caspar, Kepler, s. 240–264; Connor, Kepler's Witch, kapitel I, XI-XIII; Lear, Kepler's Dream, s. 21–39
55. ↑  Citat fra Caspar, Kepler, s. 265–266, oversat fra Harmonices Mundi
56. ↑  Caspar, Kepler, s. 264–266, 290–293
57. ↑  Caspar, Kepler, s. 266–290
58. ↑  Westfall, Never at Rest, pp 143, 152, 402–3; Toulmin and Goodfield, The Fabric of the Heavens, p 248; De Gandt, 'Force and Geometry in Newton's Principia', chapter 2; Wolf, History of Science, Technology and Philosophy, p 150; Westfall, The Construction of Modern Science, chapters 7 and 8
59. ↑  Koyré, The Astronomical Revolution, p 502
60. ↑  Caspar, Kepler, s. 308–328
61. ↑  Caspar, Kepler, s. 332–351, 355–361
62. ↑  "Keplerian Astronomy after Kepler: Researches and Problems," History of Science, 34(1996): 451-504.
63. ↑  Koyré, The Astronomical Revolution, s. 362–364
64. ↑  North, History of Astronomy and Cosmology, s. 355–360
65. ↑  Albert van Helden, "The Importance of the Transit of Mercury of 1631," Journal for the History of Astronomy, 7 (1976): 1–10.
66. ↑  HM Nautical Almanac Office (2004-06-10). "1631 Transit of Venus". Arkiveret fra originalen 1. oktober 2006. Hentet 28. august 2006.
67. ↑  Allan Chapman, "Jeremiah Horrocks, the transit of Venus, and the 'New Astronomy' in early 17th-century England," Quarterly Journal of the Royal Astronomical Society, 31 (1990): 333–357.
68. ↑  North, History of Astronomy and Cosmology, pp. 348–349
69. ↑  Wilbur Applebaum and Robert Hatch, "Boulliau, Mercator, and Horrock's Venus in sole visa: Three Unpublished Letters," Journal for the History of Astronomy, 14(1983): 166–179
70. ↑  Gingerich, "Kepler, Johannes" from Dictionary of Scientific Biography, pp 302–304
71. ↑  Kuhn, The Copernican Revolution, s. 238, 246–252
72. ↑  Jardine, "Koyré’s Kepler/Kepler's Koyré," s. 363–367
73. ↑  Gingerich, introduction to Caspar's Kepler, s. 3–4
74. ↑  Jardine, "Koyré’s Kepler/Kepler's Koyré," s. 367–372; Shapin, The Scientific Revolution, s. 1–2
75. ↑  Stephen Toulmin, Review of The Sleepwalkers i The Journal of Philosophy, Vol. 59, nr. 18 (1962), s. 500–503
76. ↑  Pauli, "The Influence of Archetypical Ideas"
77. ↑  William Donahue, "A Novelist's Kepler," Journal for the History of Astronomy, Vol. 13 (1982), s. 135–136; "Dancing the grave dance: Science, art and religion in John Banville's Kepler," English Studies, Vol. 86, nr. 5 (October 2005), s. 424–438
78. ↑  Marcelo Gleiser, "Kepler in the Dock", anmeldelse af Gilder and Gilder's Heavenly Intrigue, Journal for the History of Astronomy, Vol. 35, pt. 4 (2004), s. 487–489
79. ↑  Citat fra Carl Sagan, Cosmos: A Personal Voyage, episode III: "The Harmony of the Worlds". Kepler var næppe den første til at kombinere fysik og astronomi; men ved traditionel fortolkning af den videnskabelige revolution, ville han være den første astrofysiker i den moderne videnskabs æra.
80. ↑  Ng, Jansen (2009-06-03). "Kepler Mission Sets Out to Find Planets Using CCD Cameras". DailyTech. Arkiveret fra originalen 10. marts 2009. Hentet 2009-07-03.